# Andreas Petersen
Carl Andreas Dusinius Hjort Petersen (19. september 1901 – 15. februar 1976) var en dansk bokser, som deltog i sommer-OL 1924. Han boksede for IK99, i København.
Han blev født i Buddinge og døde i København.
I 1924 blev han elimineret i anden runde i vægtklassen weltervægt i OL-bokseturneringen, efter at han tabte en kamp mod den senere sølvmedaljevinder Héctor Méndez.